# Канарский конёк
Канарский конёк, или конёк Бертелота (лат. Anthus berthelotii) — вид птиц семейства трясогузковых. Назван в честь французского ботаника и натуралиста Сабена Бертло, долгое время проживавшего на Канарах.

## Ареал
Несмотря на название, канарский конёк не является эндемиком Канарских островов. Он также гнездится и на Мадейре. Встречается в основном на открытых пространствах.

## Описание
По сравнению с другими коньками, канарский вид меньше. Длина тела — 13—15 см. Оперение серо-коричневое, окраска птенцов более коричневая. Половой диморфизм не выражен.
Откладывает 3—5 яиц.

## Подвиды
Выделяют канарский и мадейрский подвиды.
- Anthus berthelotti berthelotti, Bolle, 1862
- Anthus berthelotti maderensis, Hartert, 1905

## Охранный статус
Несмотря на ограниченный ареал, вид не находится под угрозой исчезновения (LC). Численность оценивается в 20-100 тысяч пар, до 300 тысяч особей.

## Галерея

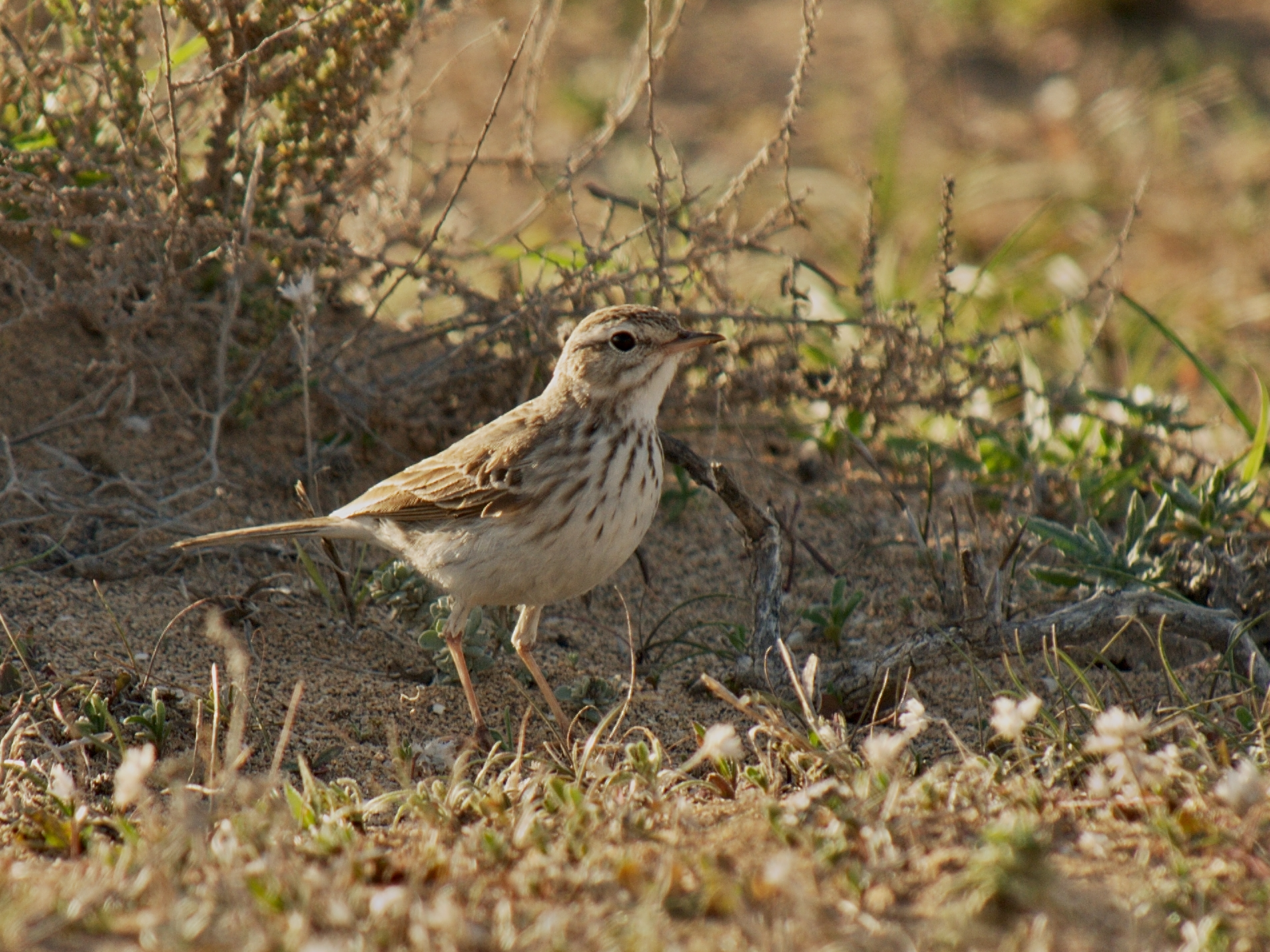
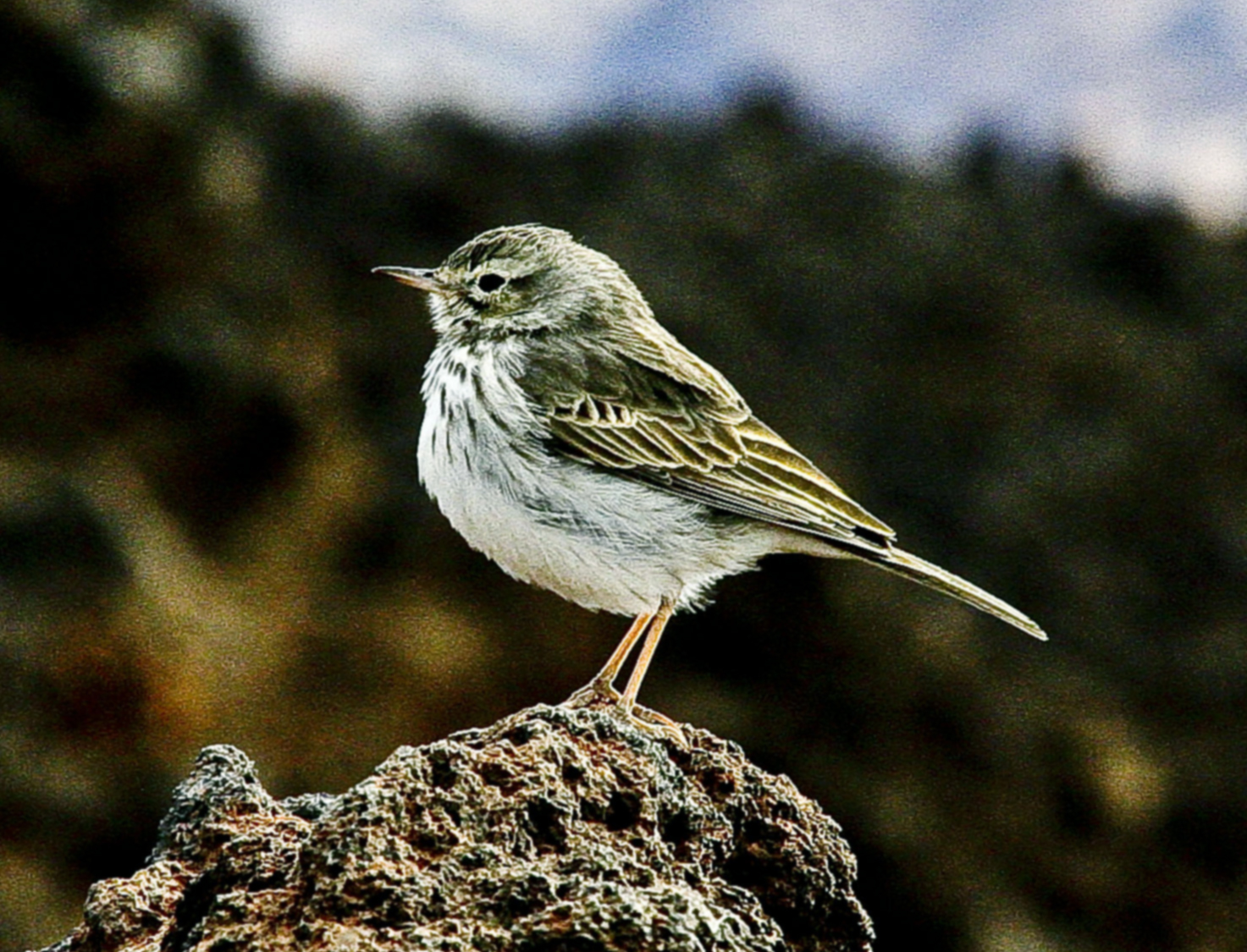
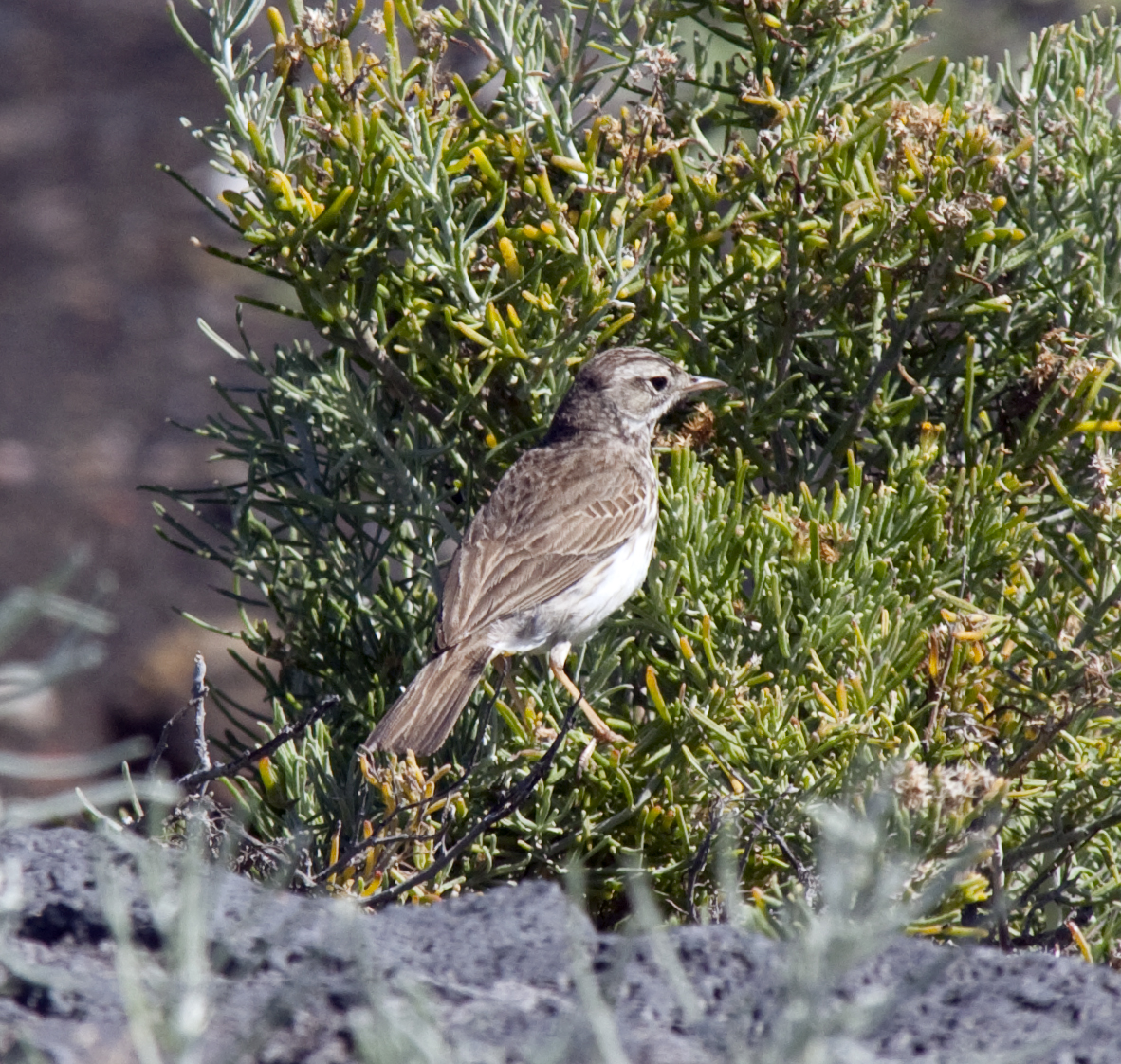
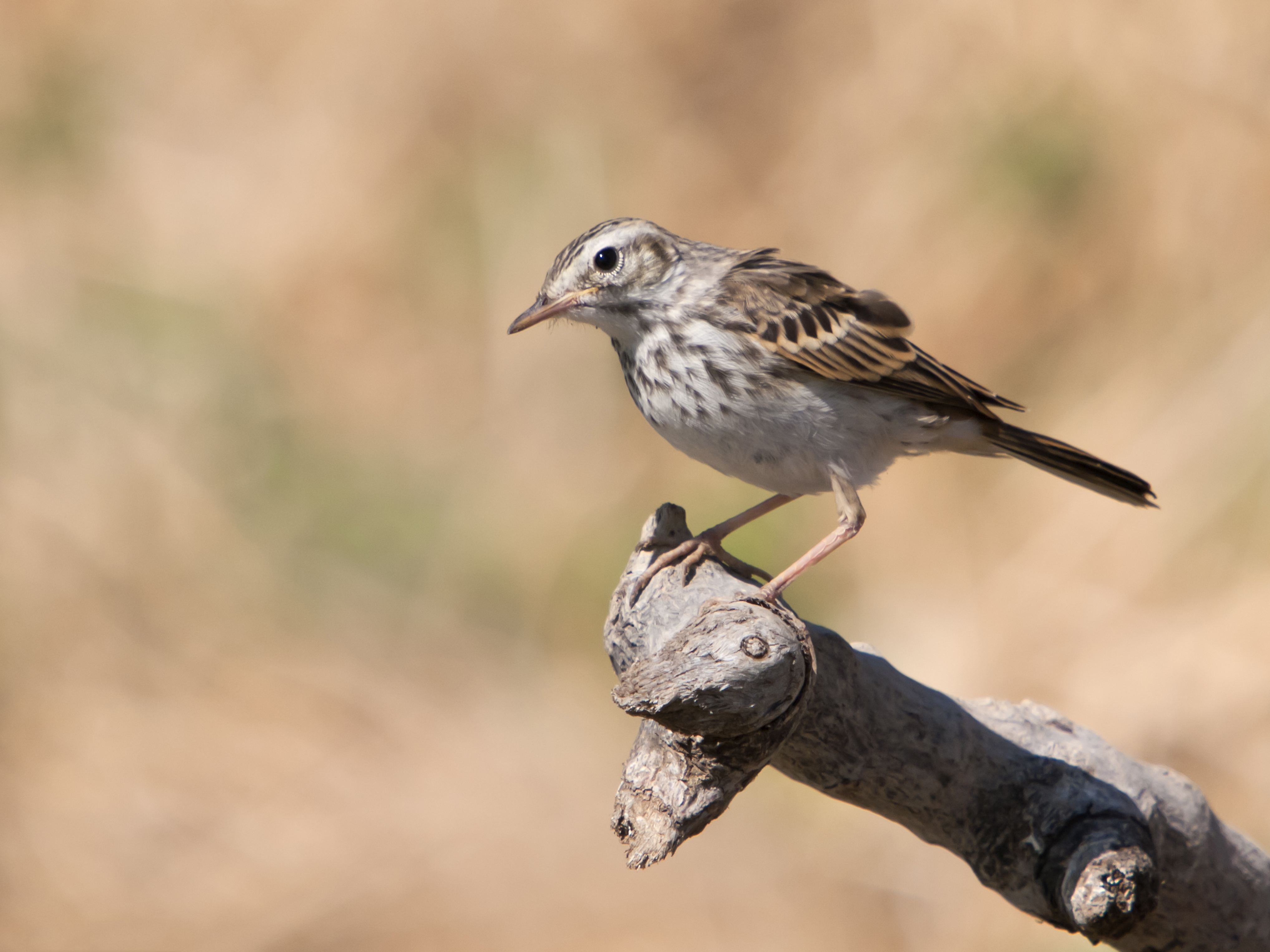
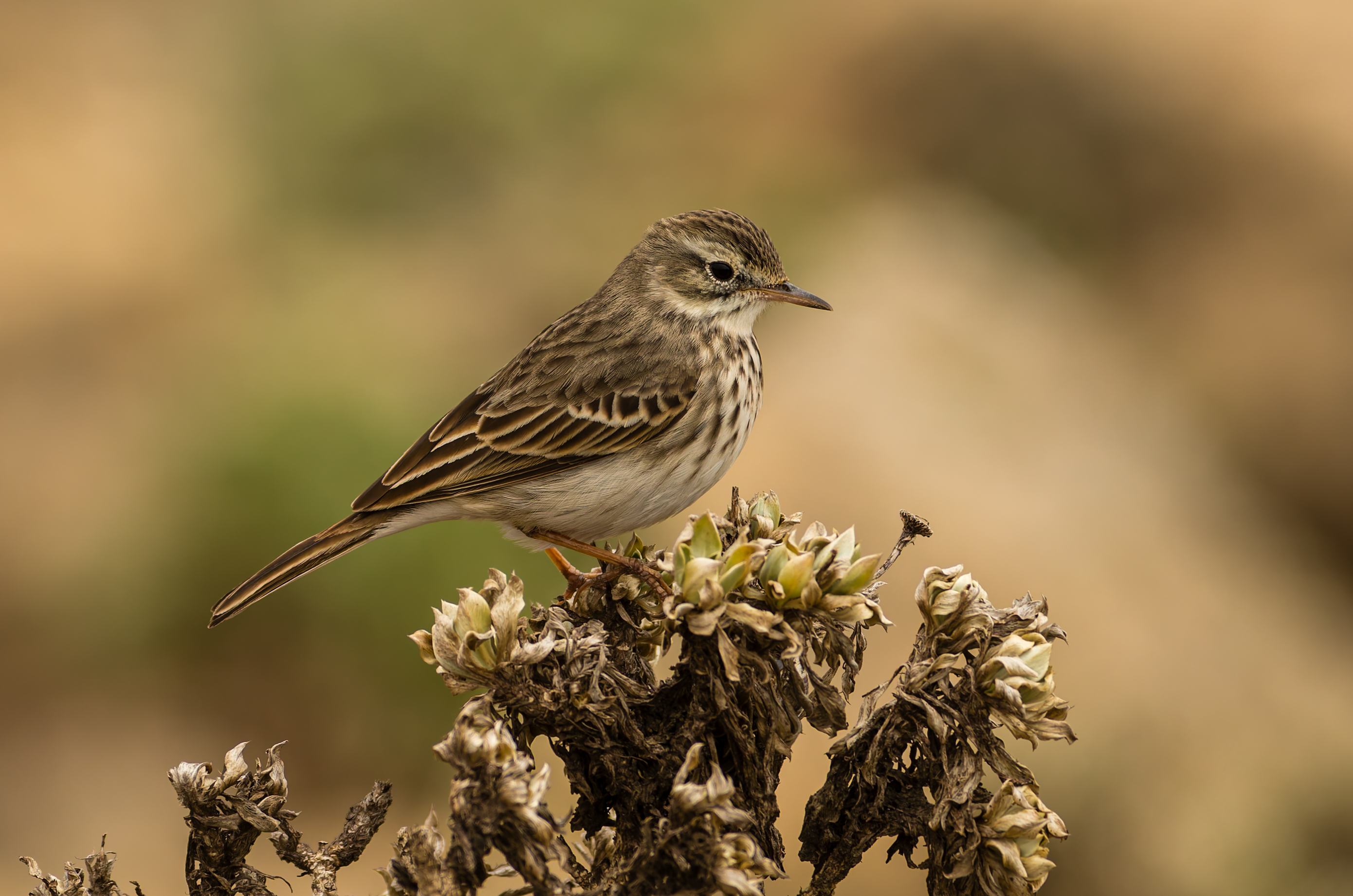
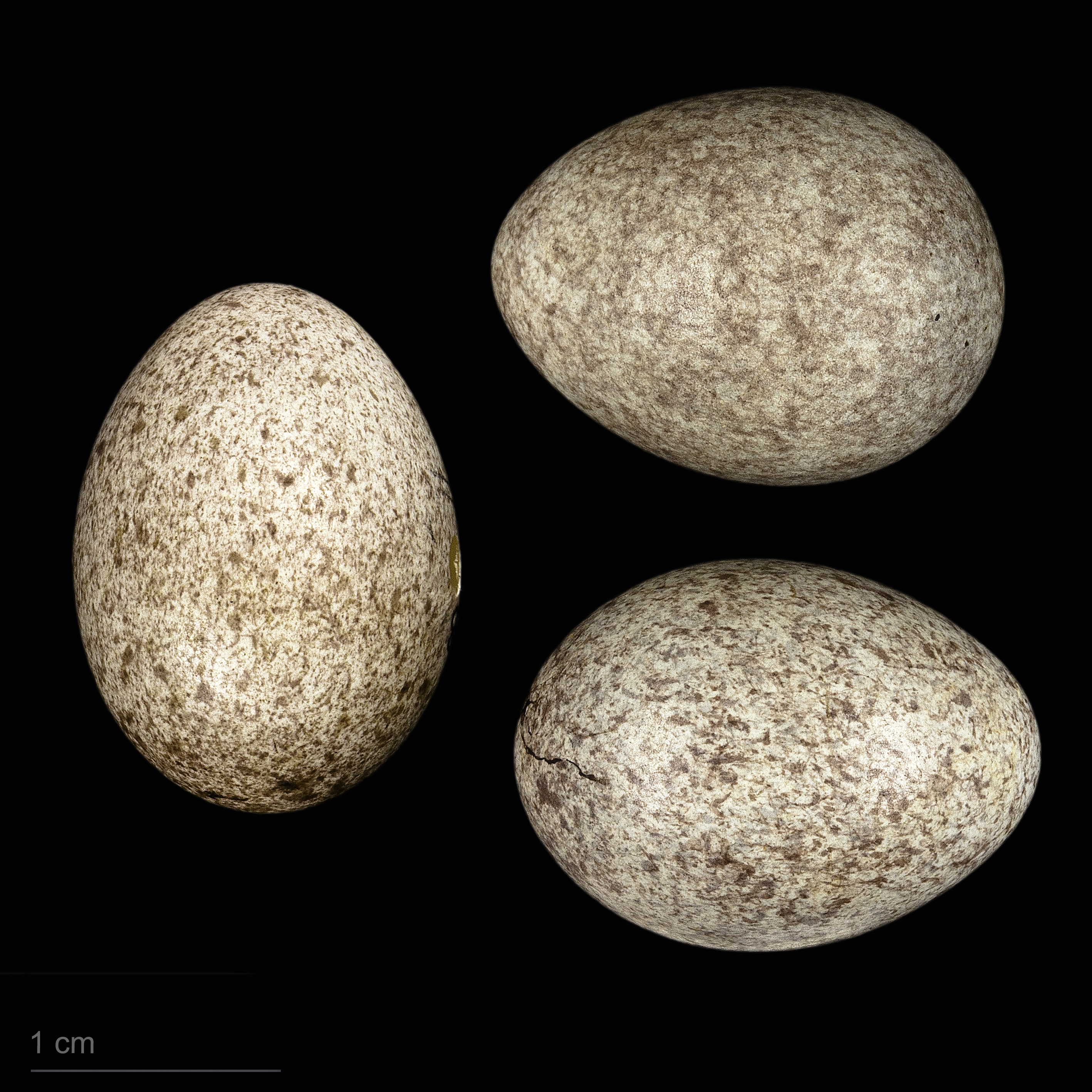
яйцо Anthus berthelotii - Тулузский музеум